# الدوري النمساوي 1997–98
الدوري النمساوي الممتاز 1997–98 (بالألمانية: Österreichische Fußballmeisterschaft 1997/98)‏ هو الموسم 87 من  بوندسليغا النمسا لكرة القدم. أشرف على تنظيمه اتحاد النمسا لكرة القدم، وكان عدد الأندية المشاركة فيه  10، وفاز فيه شتورم غراتس.